# Enneapogon spathaceus
Enneapogon spathaceus är en gräsart som beskrevs av Antonie Petrus Gerhardy Goossens. Enneapogon spathaceus ingår i släktet Enneapogon och familjen gräs. Inga underarter finns listade i Catalogue of Life.